# Tlačenka
Tlačenka je masný výrobek z vepřového, případně jiných druhů masa. Je tradičním produktem vyráběným při zabijačce a má podobu malých kousků masa, naložených v rosolu z rozvařených vazivových tkání. Obvykle se podává s cibulí, octem, případně s mletým pepřem; je oblíbeným malým jídlem k pivu.

## Historie
K předchůdcům dnešní tlačenky patřil tzv. presvuřt (německy presswurst – doslova tlačený buřt, odtud pojmenování tlačenka); samotný název „tlačenka“ se používá od počátku 20. století. Byla také nazývána „špekbuřt“ či „špekvuřt“.

## Výroba
Tlačenka se vyrábí z libové svaloviny, méně kvalitní vazivové tkáně z vepřových nohou, ale i z jiných části prasete. Nejčastěji se využívají hlavy, kolínka a nožičky, pro kvalitnější druhy lze zvolit i plece nebo bůček. Maso může být čerstvé, případně předsolené, které má lepší trvanlivost. Kromě tradiční vepřové existují i tlačenky z dalších druhů masa, například kuřecího, kachního nebo hovězího. Klasickou želírovací surovinou jsou vepřové kůže a nohy; v zeleninových a bezmasých variantách lze použít želatinu. K dochucení se používá mnoho různých koření (mletý černý nebo bílý pepř, kmín, majoránka, zázvor, nové koření, mletý hřebíček, muškátový květ) a pochutin (česnek, strouhaná cibule, výjimečně citronová kůra).
V minulosti se tlačenka plnila do vepřových žaludků (bachořinek), což napomáhalo udržet šťavnatost a prodlužovalo trvanlivost produktu; k dalším možným obalům patří například vepřové slepé střevo nebo skopová střeva. V éře průmyslové výroby se tlačenky určené ke komerčnímu prodeji balí do polyethylenových obalů.

## Druhy
Typickým druhem tlačenky je světlá, vyrobena z vepřových hlav (lze přidat i droby, srdce a jazyk) a ochucená čistou solí bez dusitanů. Slezská tlačenka je připravena z plecka a boku, kostky masa jsou menší, jako pojivo slouží vepřová játra s kůžemi a obsahuje různé druhy koření (zázvor, hřebíček, kmín, nové koření a osmaženou cibulku).
K dalším tradičním druhům patří domácí, selská, ovarová, šunková, játrová, tmavá, chalupářská nebo bůčková tlačenka. Mezi exotičtější druhy lze zařadit jemnou růžovou (z hovězího masa), berlínskou (se smaženými rohlíky marinovanými ve vepřové krvi) nebo divokou tlačenku (vyráběnou ze zvěřiny).

## Kvalita
Znakem nekvalitní tlačenky může být:
- nekompaktnost plátků (z nakrájeného produktu vypadávají části masa, jater nebo tuku, což signalizuje nedostatek kůží nebo příliš dlouhé vaření),
- mazlavost nebo rozpadání se produktu (znak nedostatečného provaření),
- přítomnost kostí nebo štětin (znak dlouho vařených hlav nebo nedostatečně opracované kůže), případně shluků koření nebo jiných nezpracovaných částí surovin,
- netypická barva (nazelenalý okraj kostek masa je důsledkem nedostatku soli, červená barva prozrazuje přítomnost dusitanové solicí směsi).

Tlačenka ze zabijačky má poměrně krátkou trvanlivost (kolem pěti dnů), proto bývá konzumována mezi prvními jejími produkty.